# Anthony Modeste (grenadyjski piłkarz)
Anthony Modeste (ur. 30 sierpnia 1975 w Saint George’s) – grenadyjski piłkarz, obecnie grający dla Portmore United F.C. w Jamaican National Premier League.

## Kariera klubowa
Modeste gra na pozycji defensywnego pomocnika bądź obrońcy, jest kapitanem Portmore United. Miał krótką przygodę z D.C. United (Major League Soccer). Stale gra w letniej lidze Grenady dla klubu Anchor's Queens Park Rangers.

## Kariera reprezentacyjna
Modeste był jednym z najskuteczniejszych zawodników reprezentacji Grenady, będąc jej kapitanem. W swojej karierze rozegrał 30 meczów, strzelając 10 bramek.

## Kariera trenerska
Po zakończeniu kariery piłkarskiej rozpoczął karierę szkoleniową. Od 2007 do 2008 prowadził narodową reprezentację Grenady.